# Bourse de Bucarest
Pour les articles homonymes, voir BVB.
La bourse de Bucarest ((ro) Bursa de Valori București - BVB) est la bourse de Roumanie, son siège étant à Bucarest.

## Historique
Elle a été fondée le 1er décembre 1882. Lorsque le régime communiste s'empara du pouvoir en 1945, la bourse fut abolie. Elle ne reprit ses activités que 50 ans plus tard, après la révolution roumaine de 1989, à savoir le 21 avril 1995.